# Боцвана на Летњим олимпијским играма 2008.
Боцвана на Летњим олимпијским играма учествује осми пут. На Олимпијским играма 2008., у Пекингу, у Кини учествовали су са дванаест учесника (десет мушкараца и две жене), који су се такмичили у три индивидуална спорта.
Заставу Боцване на свечаном отварању Олимпијских игара 2008. носила је пливачица Саманта Паксинос.

## Спортисти Боцване по дисциплинама

### Атлетика

#### Мушкарци
| Fanuel Kenosi         | 200 м      | 21.09          | 5              | Није се квалификовао | Није се квалификовао | Није се квалификовао | Није се квалификовао | Није се квалификовао | Није се квалификовао |                      |                      |
| Gakologelwang Masheto | 400 м      | 46.29          | 8              |                      |                      | Није се квалификовао | Није се квалификовао | Није се квалификовао | Није се квалификовао |                      |                      |
| California Molefe     | 400 м      | Није стартовао | Није стартовао |                      |                      | Није се квалификовао | Није се квалификовао | Није се квалификовао | Није се квалификовао |                      |                      |
| Onalenna Balovi       | 800 м      | 1:47.89        | 4              |                      |                      | Није се квалификовао | Није се квалификовао | Није се квалификовао | Није се квалификовао | Није се квалификовао | Није се квалификовао |
| Ndabili Bashingili    | Маратон    |                |                |                      |                      |                      |                      | 2:25:11              | 56                   |                      |                      |
| Gable Garenamotse     | скок у даљ | 7.95           | 7 q            |                      |                      |                      |                      | 7.85                 | 9                    |                      |                      |
| Kabelo Kgosiemang     | скок у вис | 2.20           | 13             |                      |                      |                      |                      | Није се квалификовао | Није се квалификовао |                      |                      |

#### Жене
| Атлетичар       | Дисциплина | Група    | Група | Четвртфинале | Четвртфинале | Полуфинале | Полуфинале | Финале   | Финале |
| Атлетичар       | Дисциплина | Резултат | Место | Резултат     | Место        | Резултат   | Место      | Резултат | Место  |
| --------------- | ---------- | -------- | ----- | ------------ | ------------ | ---------- | ---------- | -------- | ------ |
| Amantle Montsho | 400 м      | 50.91    | 2 Q   |              |              | 50.54      | 2 Q        | 51.18    | 8      |

## Бокс

### Мушкарци
| Боксер             | Дисциплина | Коло 32 такмичара              | коло 16 такмичара            | Четвртфинале                         | Полуфинале           | Финале               | Финале  |
| Боксер             | Дисциплина | Противник Резултат             | Противник Резултат           | Противник Резултат                   | Противник Резултат   | Противник Резултат   | Пласман |
| ------------------ | ---------- | ------------------------------ | ---------------------------- | ------------------------------------ | -------------------- | -------------------- | ------- |
| Khumiso Ikgopoleng | Бантам     | Luke Boyd (AУС) Поб. 18-8      | Hicham Mesbahi(МАР) Поб.К. О | Enkhbatyn Badar-Uugan (МГЛ) Пор 2-15 | Није се квалификовао | Није се квалификовао |         |
| Thato Batshegi     | Перолака   | Nikoloz Izoria (ГЕО) Пор. 4-14 | Није се квалификовао         | Није се квалификовао                 | Није се квалификовао | Није се квалификовао |         |

## Пливање

### Мушкарци
| Пливач       | Дисциплина    | Група | Група   | Полуфинале           | Полуфинале           | Финале               | Финале               | Детаљи |
| Пливач       | Дисциплина    | Време | Пласман | Време                | Пласман              | Време                | Пласман              | Детаљи |
| ------------ | ------------- | ----- | ------- | -------------------- | -------------------- | -------------------- | -------------------- | ------ |
| John Kamyuka | 50 м слободно | 25.54 | 72      | Није се квалификовао | Није се квалификовао | Није се квалификовао | Није се квалификовао |        |

#### Жене
| Пливач           | Дисциплина    | Група | Група   | Полуфинале            | Полуфинале            | Финале                | Финале                | Детаљи |
| Пливач           | Дисциплина    | Време | Пласман | Време                 | Пласман               | Време                 | Пласман               | Детаљи |
| ---------------- | ------------- | ----- | ------- | --------------------- | --------------------- | --------------------- | --------------------- | ------ |
| Саманта Паксинос | 50 м слободно | 29.91 | 70      | Није се квалификовала | Није се квалификовала | Није се квалификовала | Није се квалификовала |        |